# Malestroit
Malestroit [maletʁwa] (Gallo Malestroec, bretonisch Malastred) ist eine französische Gemeinde mit 2533 Einwohnern (Stand 1. Januar 2022) im Département Morbihan in der Region Bretagne.

## Geografie
Malestroit liegt am rechten Ufer des Flusses Oust, der hier einen Teil des Canal de Nantes à Brest (der Kanal wird von der Berufsschifffahrt nicht mehr genutzt, nur noch von Sport- und Hausbooten) bildet.
Die Gemeinde liegt rund 33 Kilometer nordöstlich von Vannes im Osten des Départements Morbihan.
Nachbargemeinden sind Missiriac im Norden und Nordosten, Saint-Congard im Osten, Pleucadeuc im Südosten und Süden sowie Saint-Marcel im Westen.
Malestroit hatte einen Bahnhof an der Bahnstrecke Questembert–Ploërmel.

## Geschichte
Man datiert die Gründung von Malestroit auf das Jahr 987, als sich Mönche an den Ufern des Oust niederließen. Der Ort wurde zu einem Etappenziel auf dem Jakobsweg, einem der Pilgerwege nach Santiago de Compostela.
1131 wurde der Ort unter dem Namen Malestricum urkundlich erwähnt.
Im Hundertjährigen Krieg wurde 1343 in der Kapelle de la Madeleine in Malestroit vom französischen König Philipp VI. und dem englischen König Eduard III. eine Waffenruhe unterzeichnet.
Am Ende des Mittelalters wurde Malestroit zu einer der neun Baronien der Bretagne erhoben.
Zu Anfang des 19. Jahrhunderts begann man im Auftrag von Napoleon I. mit dem Bau des Canal de Nantes à Brest, zunächst aus militärischen Gründen, später auch mit dem Ziel, die innere Bretagne an den Verkehr mit Handelsgütern anzuschließen.

## Bevölkerungsentwicklung
| Jahr                       | 1962 | 1968 | 1975 | 1982 | 1990 | 1999 | 2006 | 2012 | 2019 |
| Einwohner                  | 1548 | 2381 | 2403 | 2506 | 2465 | 2357 | 2472 | 2479 | 2470 |
| Quellen: Cassini und INSEE |      |      |      |      |      |      |      |      |      |

## Sehenswürdigkeiten
- Kirche Saint-Gilles (Ursprung im 11. Jahrhundert) mit Wurzel-Jesse-Fenster
- Kapelle de la Madeleine (1880 durch einen Brand zerstört)[1]
- Kreuz in der Straße Le Faubourg Saint-Michel
- Kreuz Joubin
- Innenstadt mit alten Fachwerk- und Steinhäusern

Quelle:

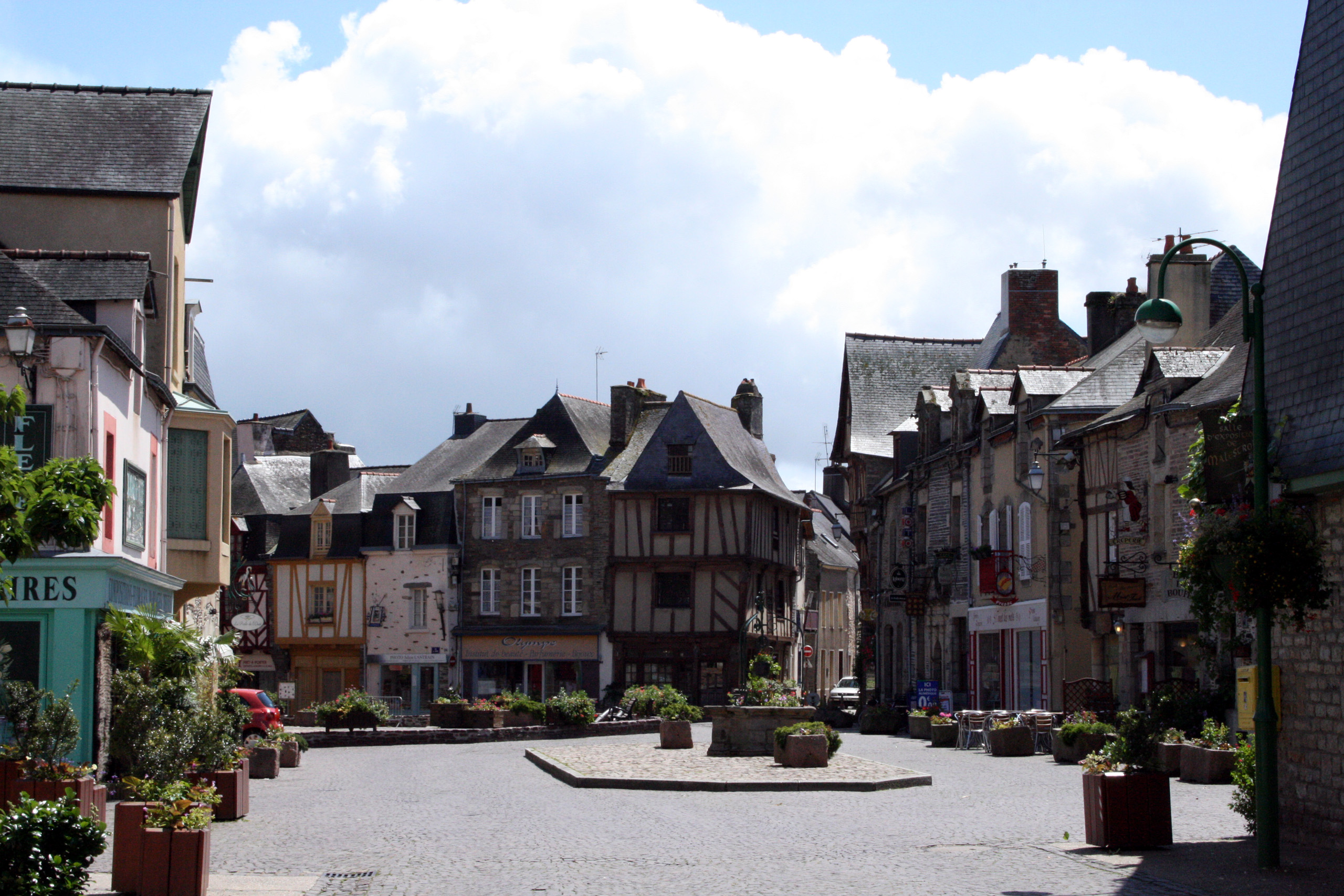
Historische Ortsmitte
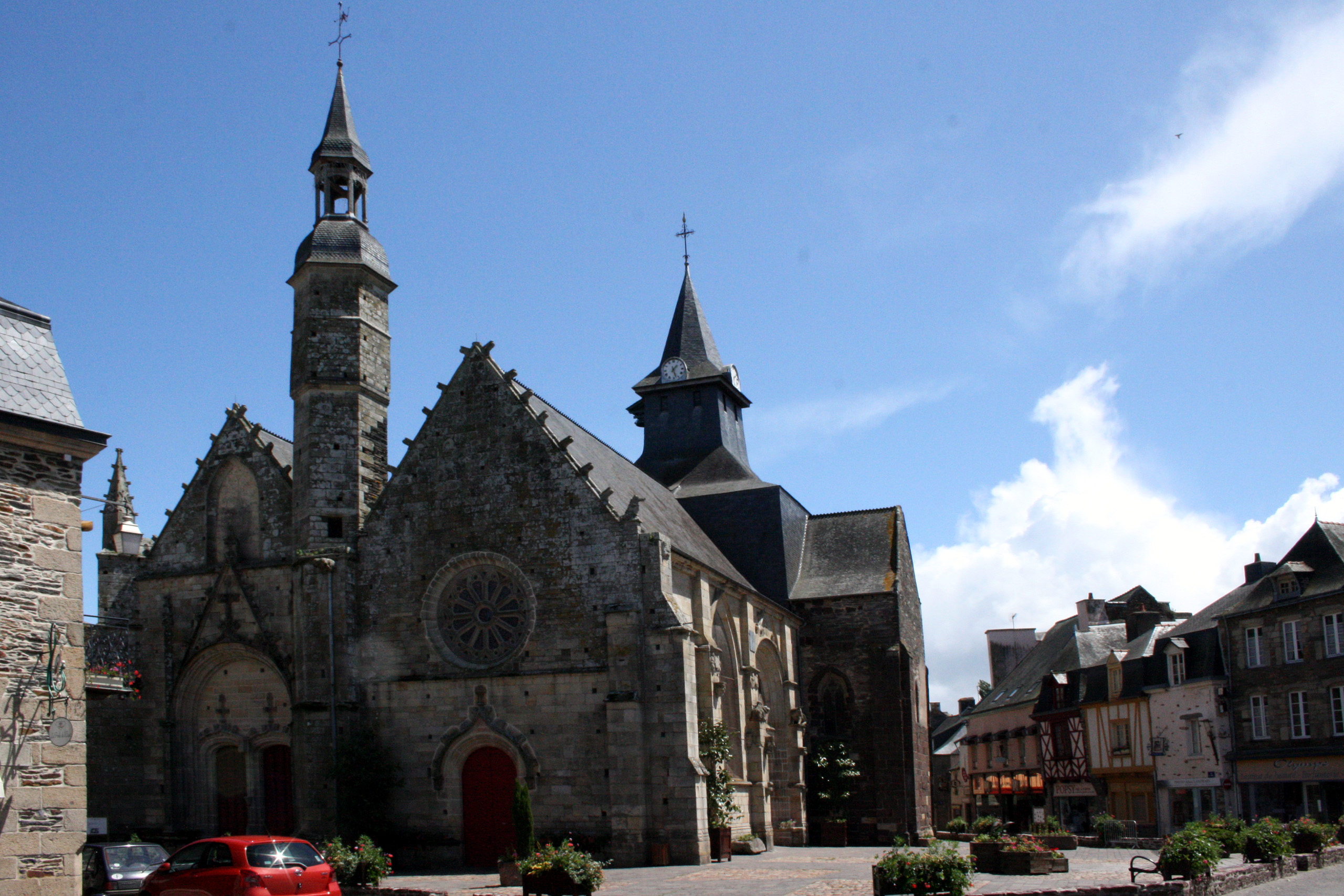
Kirche Saint-Gilles
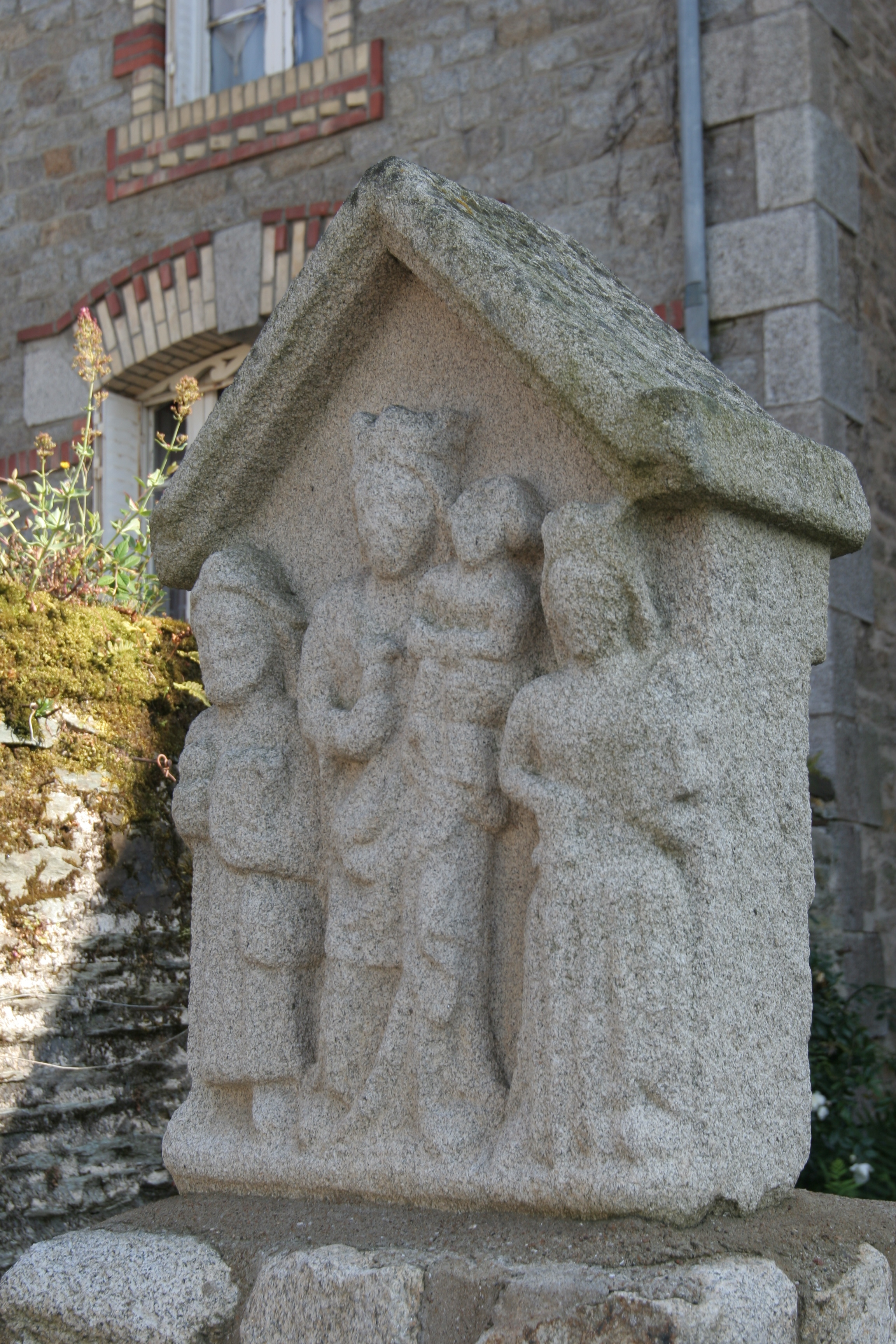
Kreuz in der Straße Le Faubourg Saint-Michel
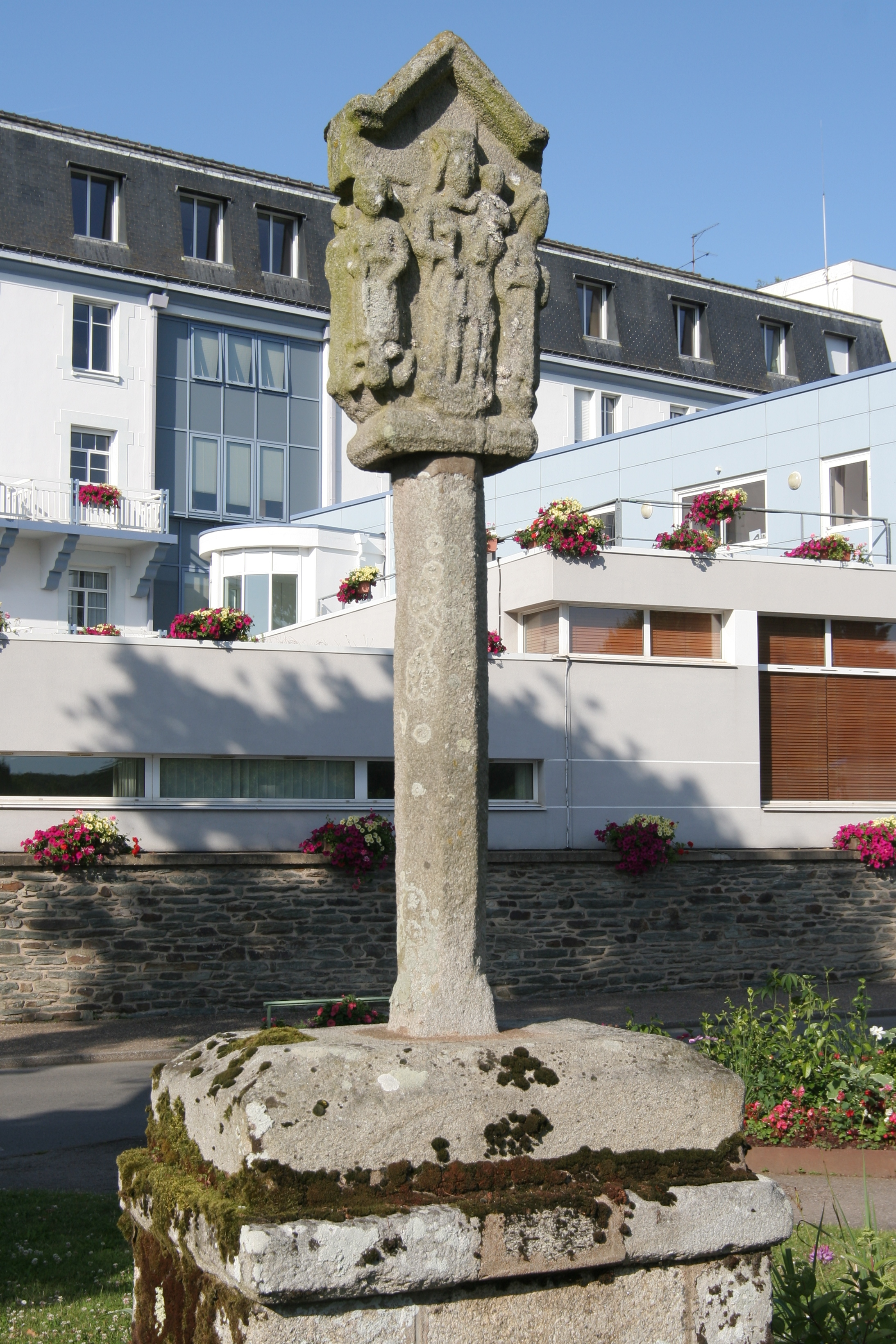
Kreuz Joubin
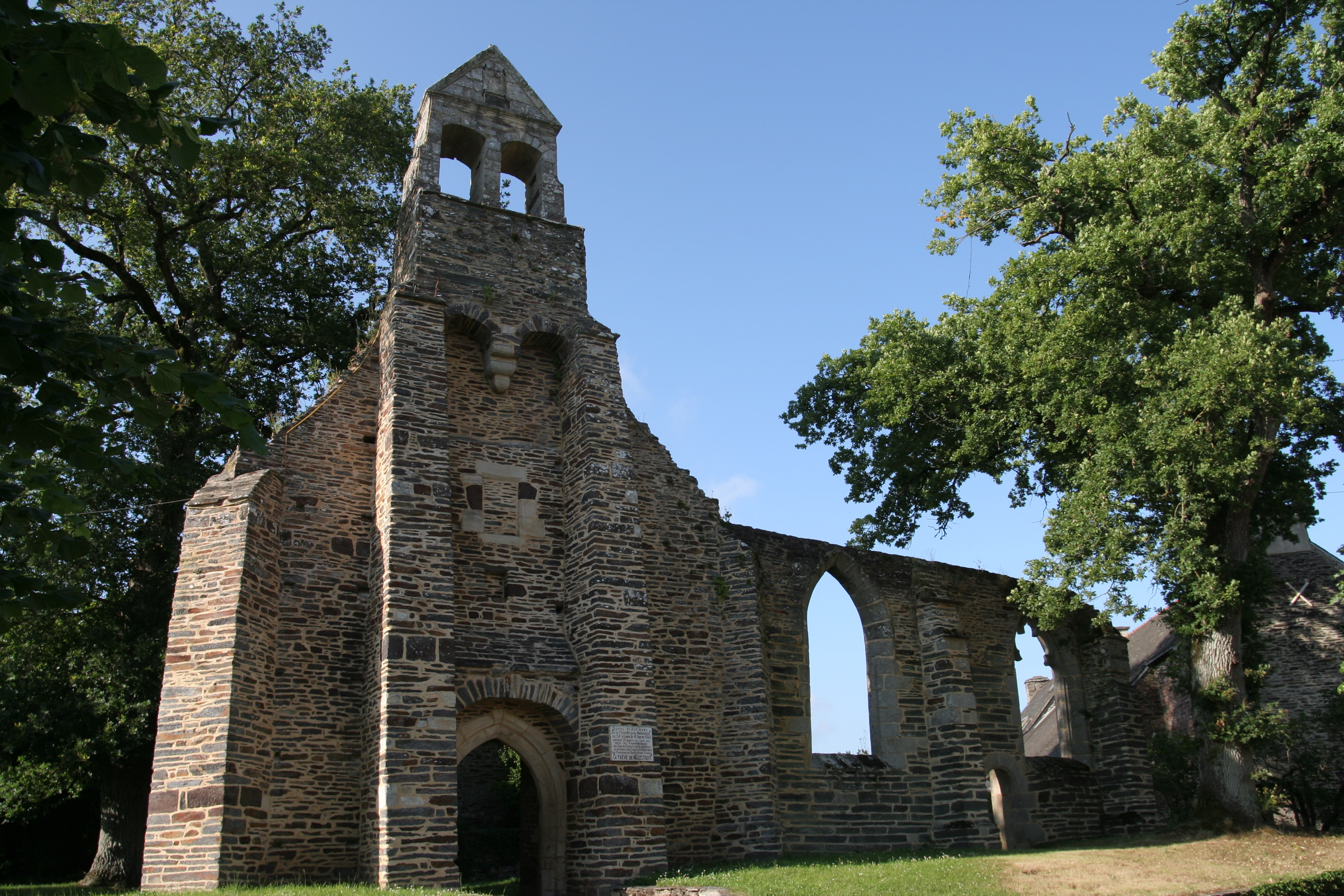
Ruine der Kapelle Sainte-Madeleine
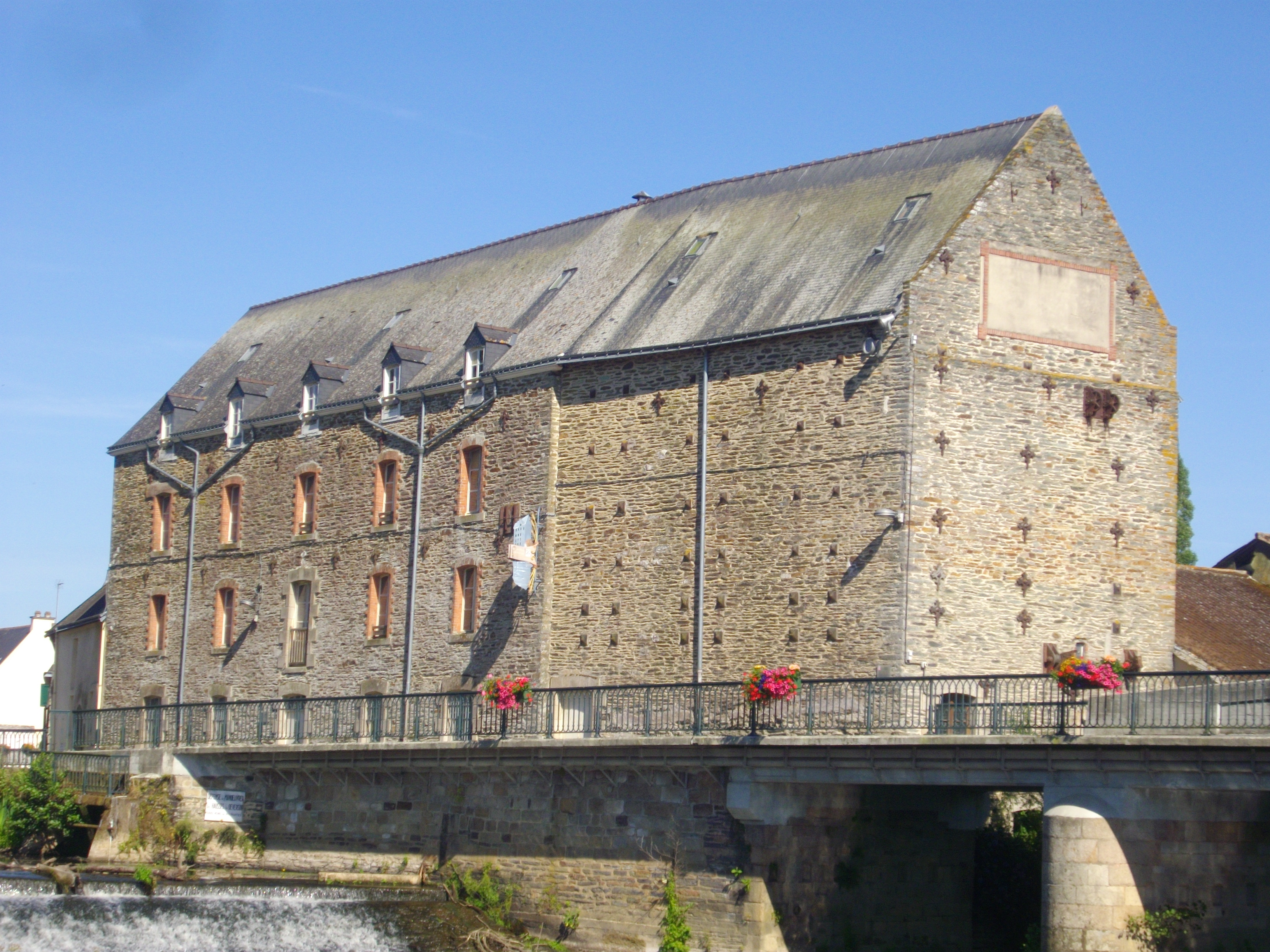
Mühle

## Persönlichkeiten
- Cyrille Monnerais (* 1983), Radrennfahrer
- Blandine Bellavoir (* 1984), Schauspielerin
- Maxime Dupé (* 1993), Fußballtorwart